# Lydia Stemmler
Lydia Stemmler (* 20. Juli 2001 in Dresden) ist eine deutsche Volleyballspielerin. Nach acht Jahren in ihrer Heimatstadt spielt sie seit 2021 für die Ladies in Black Aachen.

## Karriere
Stemmler interessierte sich zunächst für Showtanz und Handball. Sie entdecke ihr Interesse am Volleyball im Oktober 2010, als sie ein Heimspiel des Bundesligisten Dresdner SC besuchte. Ihre Karriere begann sie 2013 beim VC Olympia Dresden. Zur Saison 2014/15 stieg sie hier in die erste Mannschaft auf und war seitdem in der 2. Bundesliga Süd aktiv. Ab 2017 verfügte sie über ein Zweitspielrecht für die erste Bundesliga, zunächst 2017/18 für den Dresdner SC. In dieser Saison spielte die bisherige Mittelblockerin erstmals als Diagonalangreiferin.
In der Saison 2018/19 trat Stemmler für den VC Olympia Berlin an. Beim VCO Berlin gab sie am 11. November 2018 bei der 0:3-Niederlage gegen den SC Potsdam ihr Bundesliga-Debüt und wurde mit der silbernen MVP-Medaille ausgezeichnet. In der Saison wurde die Mittelblockerin zur Diagonalangreiferin. Ab 2019 war Stemmler mit Zweitspielrecht wieder für den Dresdner SC aktiv. Für den DSC gab sie am 20. März 2021 beim Playoff-Spiel gegen die Ladies in Black Aachen ihr Debüt. Nach der Saison wechselte sie zu den Ladies in Black. Nach zwei Spielzeiten wechselte sie zur Saison 2023/24 zum Ligakonkurrenten VC Neuwied 77. Nach dem Rückzug des Vereins aus der Bundesliga wechselte Stemmler zur darauffolgenden Saison zum VfB Suhl Lotto Thüringen.